# 론도 소나타 형식
론도 소나타 형식(Rondo sonata form)이란 고전파 음악 시대에 쓰인 악곡의 형식을 말한다. 소나타 형식과 론도 형식이 복합된 악곡의 형식이다.
만일 론도 형식에서 제1삽입부(E1)가 주제에 대하여 딸림조(屬調)를 갖고 제3삽입부(E1)가 으뜸조(主調)로 나타났다고 하면, 이 조의 설정은 소나타 형식에서의 제2주제의 제시와 재제시하고 같아진다. 또 중간부의 제2삽입부(E2)로 주제에 따른 전개풍인 작업이 행하여지면 론도 형식과 소나타 형식은 도식상 아주 가까운 관계로 된다. 사실 고전파의 소나타나 교향곡의 종악장에는 이 같은 론도가 자주 보이며, 론도 주제도 항상 으뜸조로 나타난다고는 할 수 없다. 이와 같은 형식을 특히 '론도·소나타 형식'이라고 한다. 그러나 설명 도식적으로는 소나타 형식에 가깝다 할지라도 론도의 주제와 삽입부와의 대조성은 소나타의 두 주제 사이의 대립성만큼 두드러지지 못하며, 전체의 성격도 소나타에서 종종 볼 수 있는 묵직함과 극적인 긴장감과는 거리가 먼 것이 보통이다. 론도 형식의 최대의 흥미는 주제가 회귀할 때의 즐거움에 있는 것이므로, 이러한 점이 소나타와 론도의 본질적인 차이점이라 할 수 있다.

## 참고 문헌
- 이 문서에는 다음커뮤니케이션(현 카카오)에서 GFDL 또는 CC-SA 라이선스로 배포한 글로벌 세계대백과사전의 내용을 기초로 작성된 글이 포함되어 있습니다.

## 같이 보기
- 소나타 형식
- 론도 형식